# Manuscrit de Brescia
Le Manuscrit de Brescia ou Codex Legenda Major du Musée historique de Rome (Italie) fut rédigé en 1457. 

## Description
Ce manuscrit comprend la Legenda major écrite par Bonaventure de Bagnorea qui, à l'instar de son contemporain Thomas d'Aquin, est l'un des piliers de la théologie chrétienne au Moyen Âge.
Le manuscrit est connu pour la richesse de ses enluminures qui illustrent le texte. En effet, une codification du dessin permet de rendre très fidèlement la scène illustrée. Quelques exemples des codes employés :
Dans toutes les miniatures, saint François est représenté avec une auréole.